# Ефремов, Вячеслав Вячеславович
Вячеслав Вячеславович Ефремов (род. 5 марта 1993) — российский борец вольного стиля, бронзовый призёр чемпионата России, призёр всероссийских и международных турниров, мастер спорта России. Его наставниками были В. Н. Кириллин и Н. Н. Прохоров. Выступает в весовой категории до 61 кг. Живёт в Якутске. Представляет местную школу высшего спортивного мастерства.

## Спортивные результаты
- Мемориал Дмитрия Коркина 2011 года — ;
- Мемориал Дмитрия Коркина 2013 года — ;
- Кубок президента Бурятии 2016 года — ;
- Чемпионат России по вольной борьбе 2016 года — ;